# Geografía de Noruega
Noruega es un país de Europa septentrional, que limita con el mar del Norte y el océano Atlántico septentrional, al oeste de Suecia.

## Geografía física

### Relieve
Geológicamente Noruega es el resultado del complejo de cambios acontecidos en el escudo Báltico. Como toda Escandinavia, fue afectada por la orogénesis caledoniana; las montañas que se formaron en dicho período fueron convertidas en una penillanura cuyo relieve, formado por rocas cristalinas y metamórficas (materiales dominantes hoy el país), fue rejuvenecido por un nuevo levantamiento en el terciario.
Durante el cuaternario, los hielos que cubrían el territorio remodelaron el relieve y dieron lugar a un paisaje de origen glaciar, en el que abundan los fiordos y valles en forma de U (que en la mayoría de los casos no son más que estrechas hendiduras), y del que subsisten glaciares. Así pues, Noruega, es un país montañoso cuya mayor parte, salvo la franja meridional, está a más de 500 m de altitud. Al desaparecer el casquete de hielos polar, el escudo Báltico inició un movimiento isostático ascendente, sensible en la vertiente del Báltico y que, por basculación, originó el hundimiento progresivo de la vertiente atlántica, es decir, la noruega, con la consiguiente profundización de los fiordos.
En Noruega se pueden distinguir dos regiones. La septentrional está formada por el Finnmark y el sector norte de la cordillera Escandinava. El Finnmark es un conjunto de altiplanos o mesetas, continuación del relieve finés; estas planicies están dominadas por alturas (monadnocks), que alcanzan los 1067 m de altitud en el Gaissane. Por su parte, el sector norte de la cordillera Escandinava constituye una estrecha franja de 50 a 100 km de ancho, entre la frontera sueca y el océano; es la zona más estrecha del país y comprende todo el sector al norte del fiordo de Trondheim. Corresponde en parte al Helgeland, y sus cumbres pasan de los 1700 m.
Al sur del fiordo de Trondheim se inicia la región meridional, donde el relieve adquiere caracteres alpinos. La zona más ancha está constituida por un conjunto de macizos montañosos surcados por una complicada red de valle; es aquí donde se encuentran las máximas altitudes del país. El grupo más importante es el Jötunheim, con el pico de Glittertind (2470 m); también es en este sector donde se encuentra uno de los mayores glaciares de Europa, el Jostedal. El sector más meridional se halla dividido en dos regiones: Østlandet y Vestlandet, al suroeste, es una zona de mesetas hendidas por los fiordos. La costa noruega es la más recortada de Europa y los fiordos y las numerosas islas le confieren un carácter particular.
El paisaje de Noruega es generalmente abrupto y montañoso, coronado por glaciares. El punto más alto de Noruega es el Galdhøpiggen a 2469 m de altura.
Los Alpes escandinavos comienzan al norte de la costa de Skagerrak y se extienden a lo largo de la costa hacia el norte, a menudo interrumpidos por los numerosos fiordos de Vestlandet. En Dovre, al sur de Trondheim, la cadena gira hacia el este y llega a la frontera sueca cerca de Sylan. Sigue la frontera en dirección noreste, atravesando los fiordos de Troms y Nordland. Esta parte de la cadena toma el nombre de Kjølen. A continuación, atraviesa el noroeste de Finnmark, perdiendo altitud, según se acerca al Cabo Norte antes de hundirse en el mar de Barents.
La costa sur de Noruega se compone de llanuras, se extiende a partir de Stavanger al oeste del fiordo de Oslo. Los valles están orientados allí de norte a sur. El terreno está principalmente compuesto de colinas, pero también se encuentran allí mesetas como Jæren o Lista. El sureste (Østlandet Telemark y Røros) está dominado por los valles de los que los más amplios están en las provincias de Østerdal y Gudbrandsdal. Las llanuras rodean el fiordo de Oslo, el río Glomma y el lago Mjøsa.
La costa oeste está flanqueada por los Alpes escandinavos, cuya altitud disminuye según se acercan al mar, una serie de islotes rocosos o escollos, en paralelo a la costa, forman una paso protegido sobre los casi 1600 km que separan Stavanger del cabo Norte.
Al norte de Dovre, el paisaje es menos escarpado. Los valles que se abren desde el fiordo de Trondheim forma una amplia llanura. La península Fosen y la región al norte de esta última son a su vez más recortadas, con valles estrechos. El noroeste del país tiene varias islas grandes, incluyendo Lofoten y las Vesterålen.
El extremo noreste es mucho menos elevado y la montaña rara vez supera los 400 metros. El interior está dominado por la meseta de Finnmarksvidda. El fiordo de Varanger es el único gran fiordo del país que se abre hacia el este.
Noruega se caracteriza por altas mesetas y montañas separadas por valles. Las llanuras son pequeñas y dispersas. La costa es muy recortada y forma muchos fiordos. El mar ha cincelado la costa noruega en 2500 km. Extendido, estas costas tendrían 21 612 km de largo. En este país de 4,6 millones de habitantes, donde el fiordo más largo tiene 204 km (Sognefjord), los entrantes del mar, como en Lysefjord, han tallado acantilados que llegan a 700 m de alto, con cascadas como Kjelfossen. El extremo noreste está ocupado por la tundra ártica (en particular en la península Varanger). Los glaciares son numerosos. El clima, templado por las corrientes oceánicas cálidas previene la formación de permafrost, excepto a grandes alturas y en el condado de Finnmark.
Hacia el sur, el sistema montañoso se ramifica. Por ello hay cuatro regiones: Vestlandet al oeste, Østlandet al este, Trøndelag al norte de Østlandet y Sørlandet al sur.

### Ríos, lagos y costas

#### Ríos
Los ríos noruegos se caracterizan por el curso impetuoso y breve, de cuyas aguas se obtiene energía hidroeléctrica. El río más largo es el Glomma (601 km) que desemboca en el fiordo de Oslo.
'
También tienen numerosas cascadas, de las cuales las más grandes son:
- Kjelfossen con un salto de 840 m
- Søndre Mardalsfoss con un salto de 705 m

En el territorio noruego existen cerca de cinco mil glaciares

#### Lagos
Cerca de 17.900 km² de la superficie del país están ocupados por agua dulce. El lago más grande es el Mjøsa. El término noruego fjord se usa también para describir a las aguas interiores de forma larga y estrecha.

#### Costas

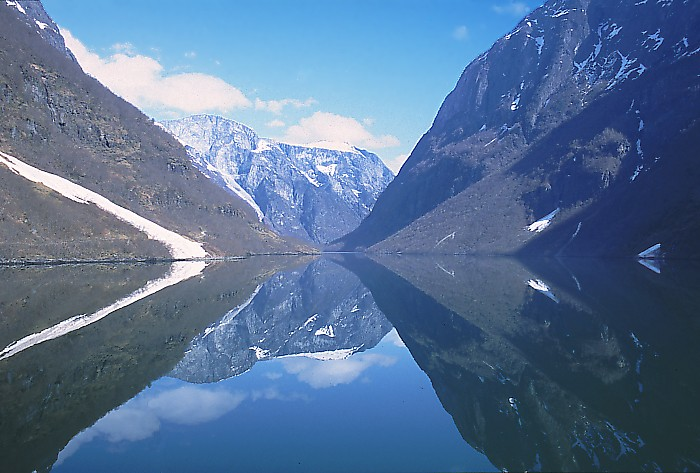
Un ramal del Sognefjord.

Las costas noruegas dan a mares diversos con una extensión de alrededor de 2650 km. Bordea al océano Atlántico en toda la extensión de su costa, unido por tres mares distintos: el mar del Norte al sudoeste y su gran ensenada, el Skagerrak al sur, el mar de Noruega al oeste y el mar de Barents al noreste.
Sin embargo, el desarrollo costero, rico en ensenadas y bahías, alcanza más de 20 000 km (10 % más largo que la costa de Estados Unidos), y llega a los 83 281 km contando también las islas. Está caracterizado por bahías profundas y estrechas que entran en tierra durante diversos kilómetros llamados fiordos (fjord). El fiordo más grande es el Sognefjord.
A lo largo de las costas se encuentran numerosas islas, al noroeste se encuentran los archipiélagos de las Lofoten y de las Vesterålen. Pertenecen a Noruega:
- la isla de Jan Mayen, de origen volcánico y que está entre el cabo Norte (Noruega) y Groenlandia. En el extremo noroeste, es el único volcán activo de Noruega.
- las islas de Svalbard, a 600 km al norte de Noruega. El Svalbard es un archipiélago montañoso en el Océano Ártico, las islas están en gran parte cubiertas de glaciares (hasta un 90 % en su parte oriental). A diferencia del continente, los glaciares caen directamente en el mar.

La isla de Bouvet en el Atlántico Sur y la isla de Pedro I en el sur del océano Pacífico se consideran dependencias y no forman parte del reino. La isla Bouvet está a 54° de latitud sur en el océano Atlántico, está cubierta por los glaciares y es una de las islas más aisladas del mundo, poblada únicamente por focas y aves. Por su parte, la isla de Pedro I, volcánica y con glaciar del Pacífico Sur. Las reclamaciones territoriales de Noruega, sin embargo, están suspendidas por el Tratado Antártico, la isla está situada por debajo de los 60° de latitud sur. Noruega es uno de los países que reclama territorio en Antártida, en concreto la Dronning Maud o Tierra de la Reina Maud: está entre el glaciar Stancomb-Wills y glaciar Shinnan. Está totalmente cubierta por el hielo, algunos nunatak perforan el hielo. Situada sobre una colina sin nieve, la estación de investigación «Troll» es la única estación antártica situada fuera de los hielos.

### Clima
Es también conocida como la «tierra del sol de medianoche» ya que, debido a su ubicación nórdica, parte de Noruega se encuentra por encima del círculo polar ártico, donde en verano el sol no se pone y en invierno muchos de sus valles permanecen en la oscuridad por períodos prolongados.
El clima del interior puede ser más severo y hacia el norte pueden encontrarse las condiciones más subárticas. El clima noruego es sorprendentemente templado en latitudes tan altas, especialmente sobre la costa bajo influencia de la corriente del golfo. De hecho, la corriente del Atlántico Norte con su prolongación, la corriente noruega, elevan la temperatura del aire, y las prevalentes del suroeste llevan el aire suave a la costa, así como la orientación general suroeste - noreste de la costa permitiendo que los del oeste penetren en el Ártico.

#### Precipitaciones
Algunas regiones situadas al oeste de los Alpes escandinavos son de las más húmedas de Europa, debido a la onda orográfica, particularmente donde los vientos húmedos del oeste son interceptados primero por las altas montañas; esto acontece ligeramente tierra adentro de los escollos exteriores. El otoño y principios del invierno son los meses más húmedos, los meses de abril a junio son los más secos. Las partes más interiores de los largos fiordos son algo más secas
Las regiones al este de las montañas (incluyendo Oslo) tiene un clima es más continental, con menos precipitaciones, y disfruta más luz solar y normalmente meses de verano más cálidos; la precipitación es más alta en verano y principios de otoño (más a menudo lluvias intensas que no duran mucho) mientras que en invierno y en primavera tienden a ser más secos tierra adentro 
húmedos, mientras que el invierno y la primavera son secos. Los valles rodeados por montañas pueden ser muy secos comparados con las zonas cercanas.

#### Temperaturas
A lo largo de la costa, los inviernos son más suaves que en ningún otro lugar con la misma latitud. La diferencia de temperatura del mes más frío a la más cálida es de sólo 11-15 °C en las zonas litoral; algunos faros tienen una amplitud anual de sólo 10 °C de cambio, como Svinøy en Herøy con un mes más frío de 2,7 °C. La amplitud en tierras interiores son mayores, con un máximo de 30 °C en Karasjok. Finnmarksvidda sufre los inviernos más fríos de la tierra continental de Noruega, pero las regiones más al sur también pueden tener temperaturas muy bajas; Røros ha registrado -50 °C y Tynset tiene una media en enero de -13 °C. 

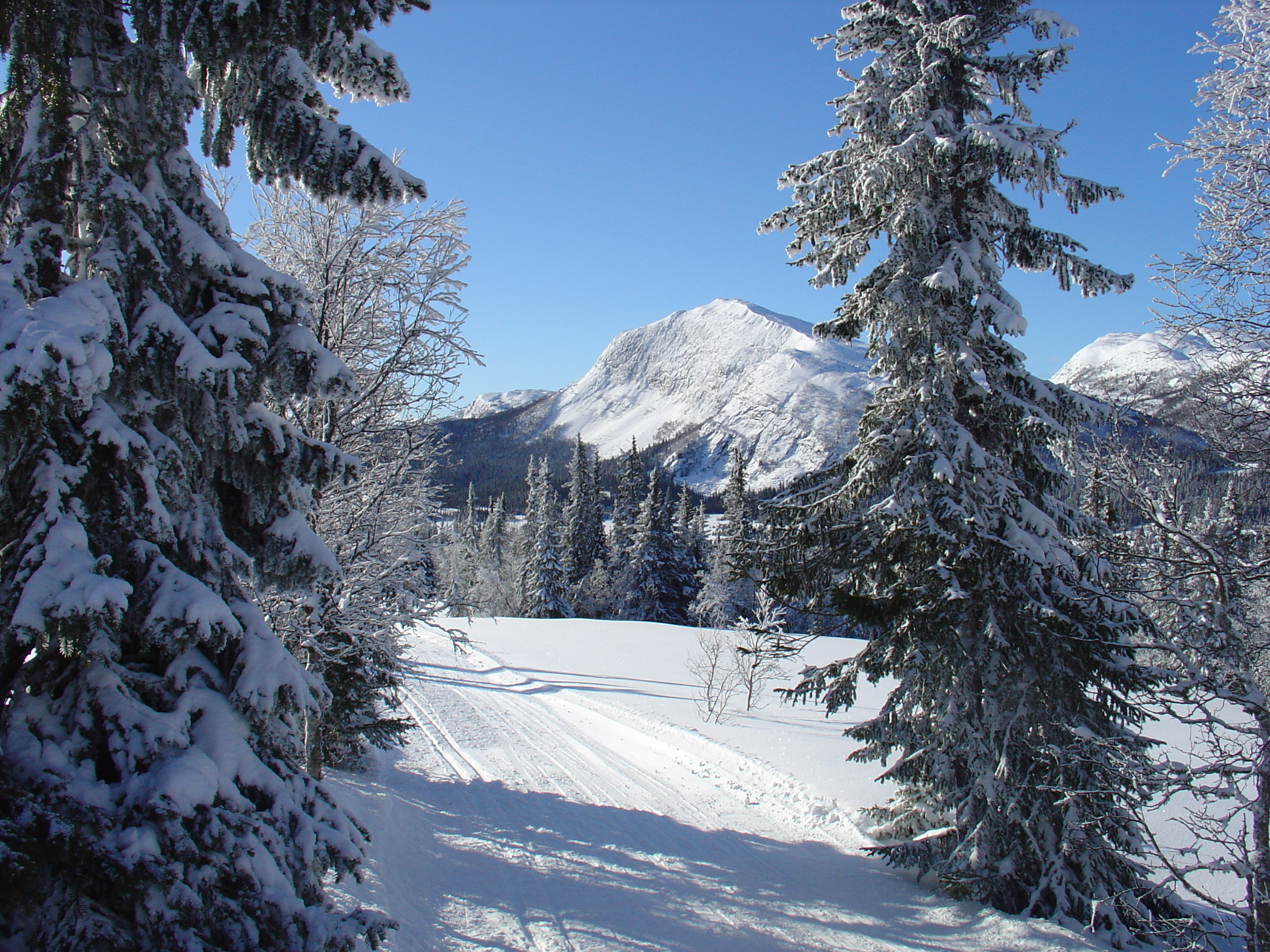
Los valles de tierra adentro tienen una constante cubierta de nieve en el verano; Sigdal tiene una media en febrero de -7 °C (1961-90). Debido a la inversión térmica, el fondo del valle es a menudo más frío que las laderas por encima durante el invierno.

Las islas meridionales, más allá del círculo polar ártico en Noruega septentrional, son los lugares más norteños del mundo donde todos los meses del año su temperatura media está por encima de 0 °C.
La primavera es la época del año en que la diferencia de temperatura entre el norte y el sur es más pronunciada; también es la época del año en que la diferencia de temperatura entre el día y la noche es mayor. El verano es más suave en los valles interiores y en el fondo de los fiordos, con menos viento y los días más cálidos. La humedad es normalmente inferior en verano.
La corriente del Atlántico Norte se divide en dos ramas al norte del mar de Noruega. Una parte continua hacia el este en el mar de Barents, mientras que la otra sigue hacia el norte a lo largo de la costa oeste de Svalbard; esto modifica un tanto el clima polar ártico y produce que las aguas estén libres de hielos durante todo el año en latitudes más altas que en cualquier otro lugar del Ártico. Las aguas a lo largo de la costa oriental del archipiélago de las Svalbard, el mar solía congelarse durante la mayor parte del año, pero el calentamiento observado en los últimos años (gráfica) ha ampliado notablemente el período de deshielo.

### Medio ambiente
Los lagos son abundantes en Noruega, y se producen al deshielo de los glaciares.
La vegetación es de pastos y bosques de coníferas en la zona que recibe mayor pluviosidad como el Sur. En el norte el frío determina la existencia de abedules y escasos pastos. La diferencia de latitud y la diversidad del terreno y del clima ha favorecido la aparición de diversos hábitats, y no son menos de 60 000 las especies diferentes que viven en Noruega y en las aguas que la bordean, muchas de ellas insectos y hongos. 285 en peligro de extinción, entre las cuales están el lobo gris y el zorro ártico.
Destacan en su patrimonio natural los Fiordos occidentales de Noruega, los Sor-Spitsbergen.

## Geografía humana
La población estimada en julio de 2009 era de 4 660 539 habitantes. Los grupos étnicos: noruegos 94,4 % (incluye alrededor de 60 000 sami), otros europeos 3,6 %, otros 2 % (estimación de 2007). La iglesia de Noruega acoge al 85,7 %, la pentecostal 1 %, católicos son un 1 %, otros cristianos 2,4 %, musulmanes 1,8 %, y otros 8,1 % (2004). Son oficiales dos variedades del idioma noruego: bokmål y nynorsk, también hay minorías que hablan idioma sami y finés; el idioma sami es oficial en seis municipios.
Las ciudades principales son: Oslo, sede del gobierno; otras: Bergen, Trondheim y Stavanger. Se divide administrativamente en 19 condados (fylker): Akershus, Aust-Agder, Buskerud, Finnmark, Hedmark, Hordaland, Møre og Romsdal, Nordland, Nord-Trøndelag, Oppland, Oslo, Østfold, Rogaland, Sogn og Fjordane, Sør-Trøndelag, Telemark, Troms, Vest-Agder y Vestfold.
Áreas dependientes son: isla Bouvet, Jan Mayen y las Svalbard.

## Geografía económica
Recursos naturales: petróleo, cobre, gas natural pirita, níquel, hierro, zinc, plomo; la pesca proporciona materia prima a la industria de salazones. De sus bosques obtiene madera. Finalmente, obtiene energía hidroeléctrica de los torrenciales ríos dada su abrupta orografía.

## Áreas protegidas de Noruega

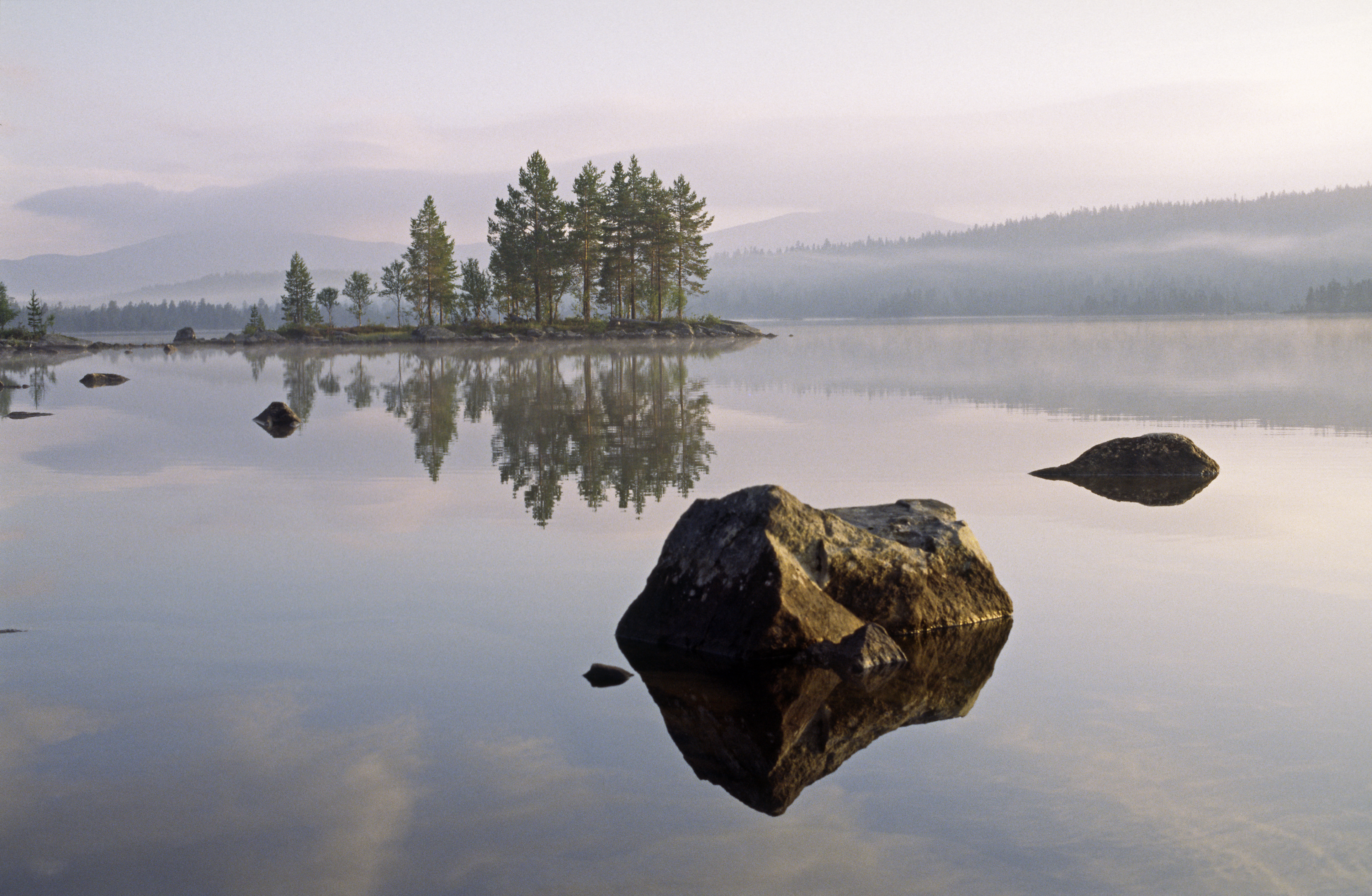
Parque nacional de Gutulia.

Según la IUCN, en Noruega hay 3795 áreas protegidas, unos 57.272 km² de superficie terrestre, el 17,61 % del territorio (325.288 km²), y 14.214 km² de áreas marinas, el 1,53 % de la superficie marina que pertenece al país, unos 926.318 km². De estas, 40 son parques nacionales (otros 7 en las islas Svalbard), 2414 son reservas naturales, 241 son monumentos naturales, 6 son áreas marinas protegidas, 195 son paisajes protegidos, 175 son áreas de conservación de la naturaleza, 12 son áreas de gestión del hábitat, 33 son zonas de protección zoológica de especies, 26 son áreas de conservación botánica, 8 son áreas de conservación botánica y de la naturaleza, 4 son zonas de protección botánica de especies, 1 es una zona de protección botánica y zoológica de especies, 1 es un área de protección temporal, 1 es una reserva natural en la isla de Jan Mayen y 1 es una reserva natural antártica.
A nivel regional, hay 568 zonas que forman parte de la Red Esmeralda de áreas de conservación de interés especial (Emerald Network) y 14 áreas de protección marina que forman parte del Convenio OSPAR sobre la protección del medio ambiente marino del Atlántico Nordeste.
Además, hay 63 sitios Ramsar y 1 sitio patrimonio de la humanidad, los fiordos de Geirangerfjord y Nærøyfjord, en Noruega Occidental, que cubren 1227 km².